# Альберт-стрит (Брисбен)
Альберт-стрит (англ. Albert-street) — улица в городе Брисбен, столице штата Квинсленд в Австралии. Названа в честь принца-консорта Альберта, супруга королевы Виктории. Ранее начиналась от улицы Элис-стрит и заканчивалась у улицы Уикхэм-Террас.
Ныне участок между улицами Аделаида-стрит и Энн-стрит является частью площади Кинг-Джордж-сквер, участок улицы между Квин-стрит-молл и Аделаида-стрит включен в состав Квин-стрит-молл, после строительства транспортного туннеля от автобусной остановки «Квин-стрит» до автобусной остановки «Кинг-Джордж-сквер».

## Строения
Ранее по адресу Альберт-стрит, 102 находился Фестивальный зал Брисбена, который был снесён в 2003 году. Ныне на его месте находится жилой небоскрёб — Фестивал-Тауэрс. Здание по адресу Альберт-стрит, 123, построенное в 2011 году, представляет собой офисный небоскрёб, имеющий самый высокий рейтинг (шесть звёзд) в системе Грин-Стар в Австралии.
В 1901—1969 годах в северной части Альберт-стрит, между улицами Энн-стрит и Турбо-стрит, слева от Методистской объединённой церкви, находился концертный центр Альберт-холл. Ныне на его месте стоит небоскрёб Санкорп-Плаза.

### Памятники архитектуры

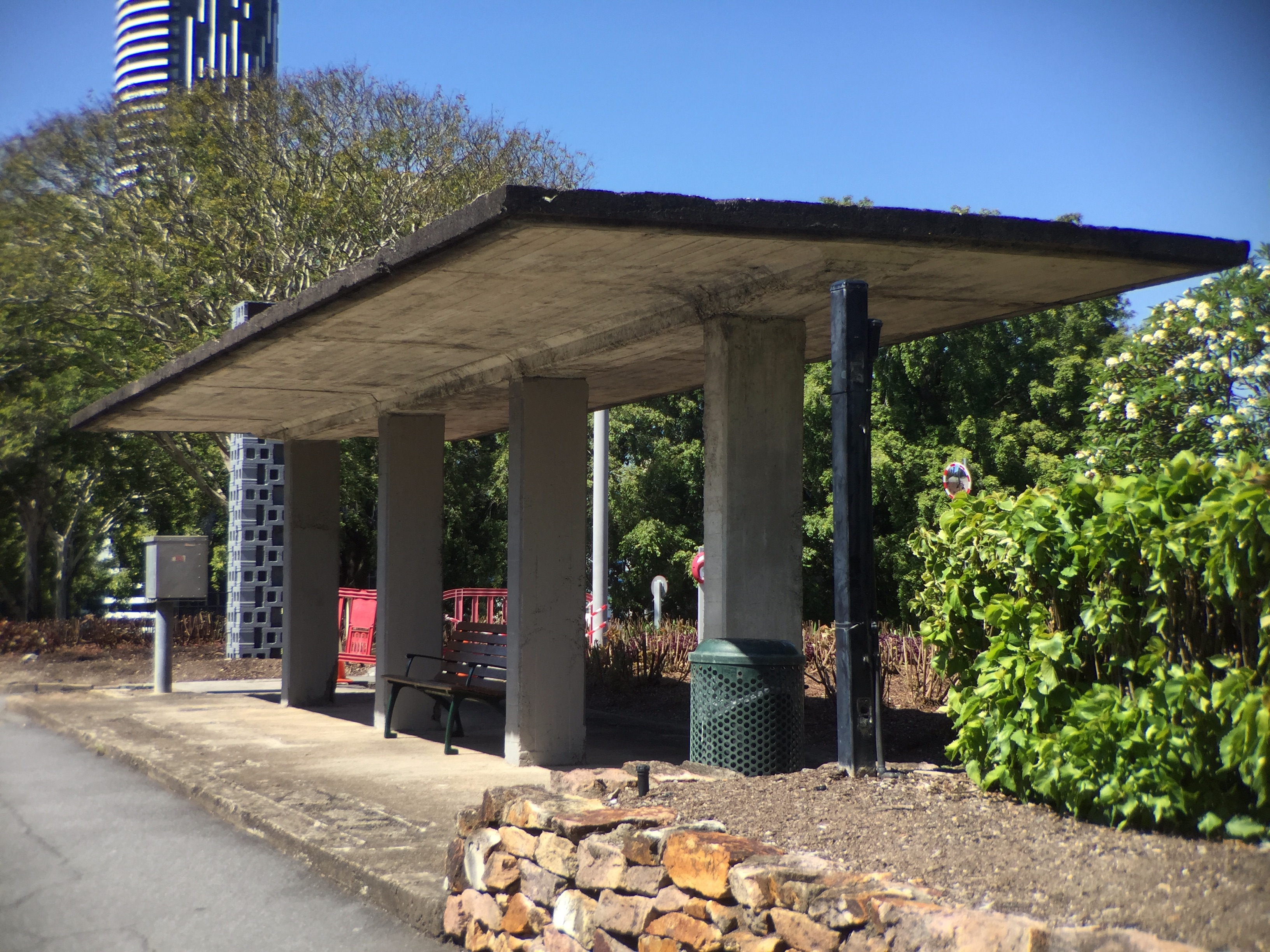
Бомбоубежище на юге Альберт-парка[англ.]
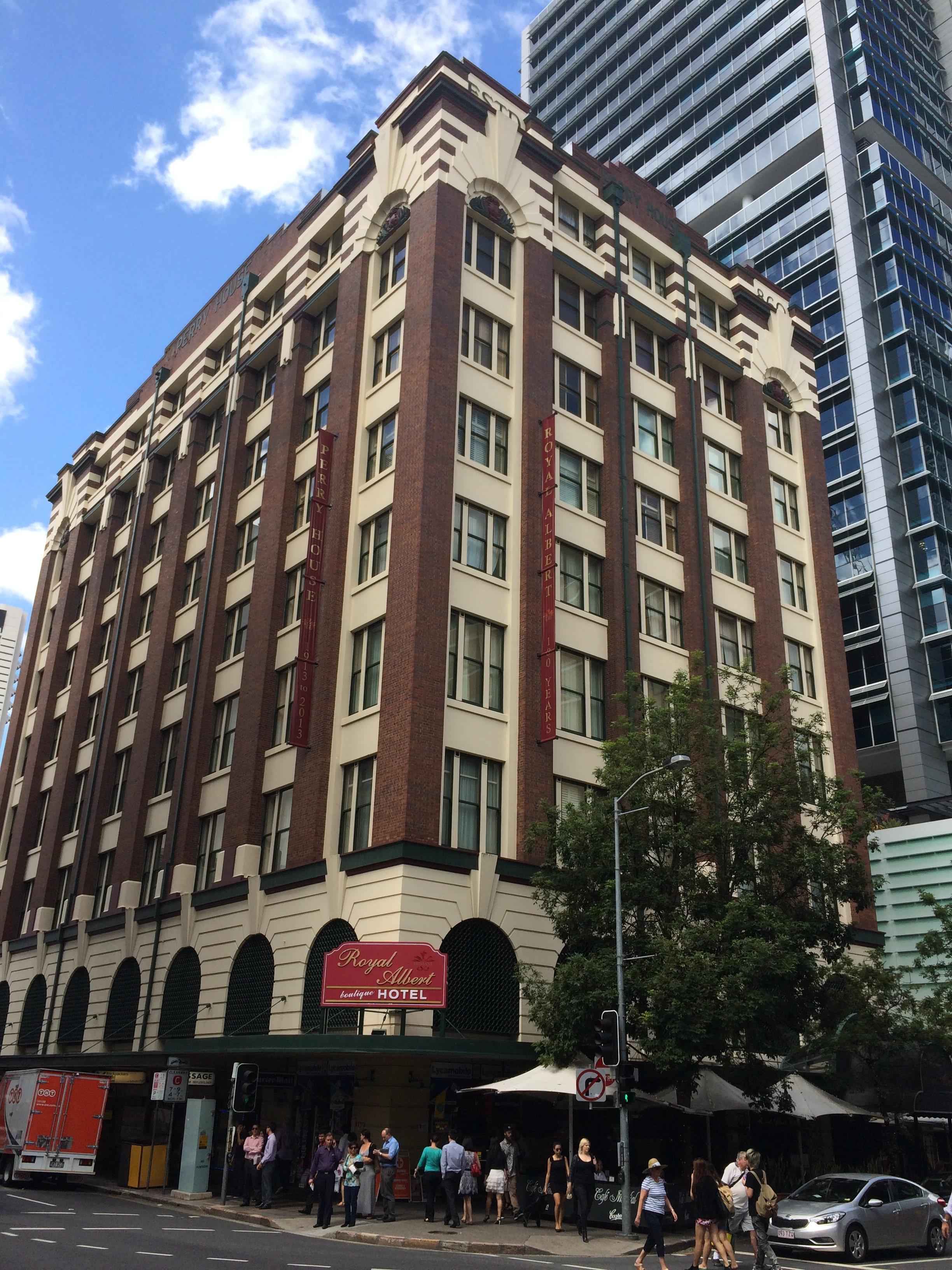
Перри-хаус[англ.]
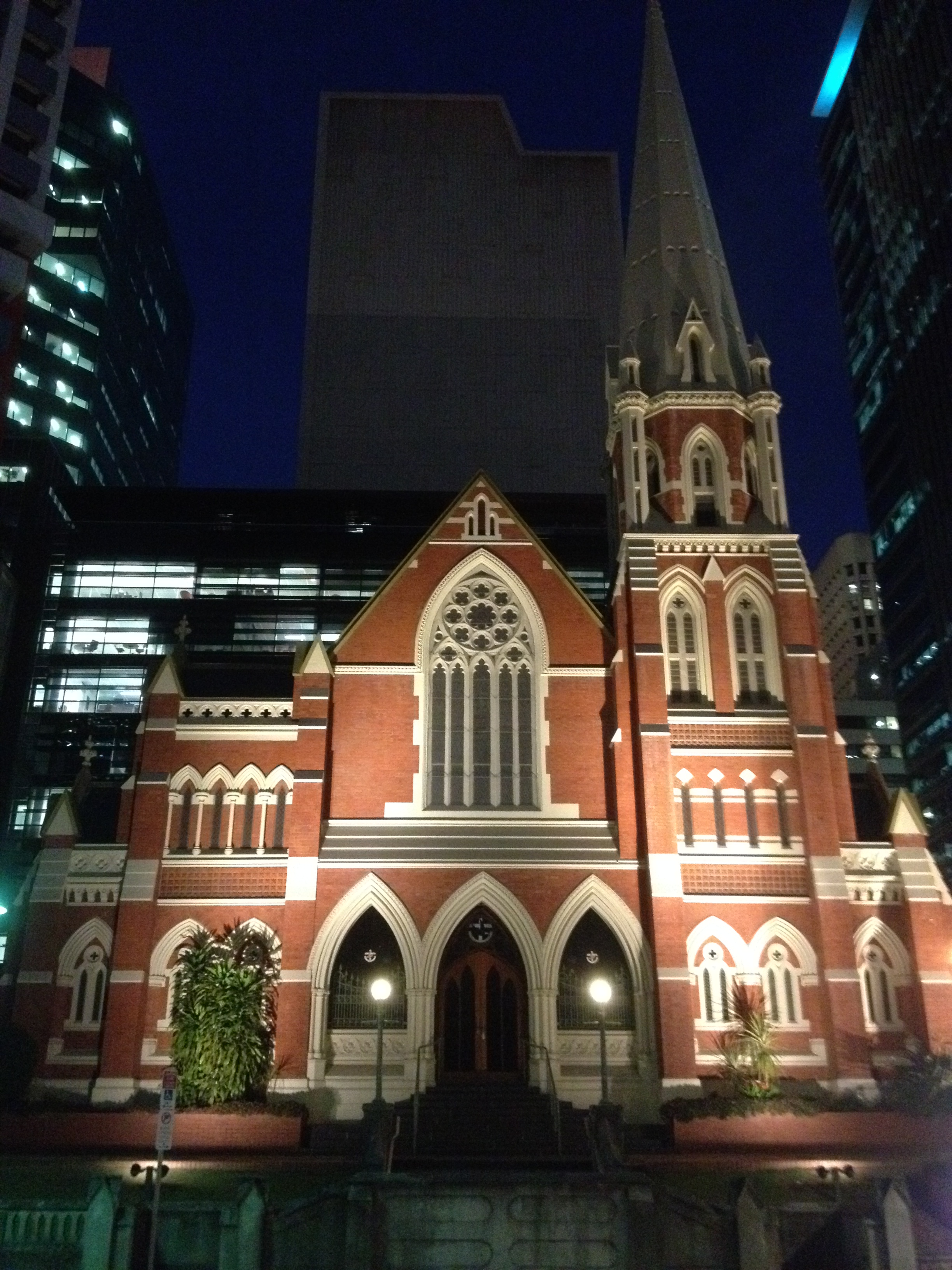
Объединённая церковь на Альберт-стрит[англ.]